# Арсентьевка (станция)

Схема Сахалинской железной дороги на лето 2020

Арсентьевка — одна из железнодорожных станций Сахалинского региона Дальневосточной железной дороги. Является узловой станцией главных линий региона (Корсаков — Ноглики; Шахта-Сахалинская — Арсентьевка). Названа по одноимённому селу.

## История
Станция открыта 20 ноября 1927 году в составе пускового участка Долинск — Макаров.
20 августа 1945 года станция освобождена советскими войсками.
В составе железных дорог МПС СССР — с 1 февраля 1946 года.
В 1971 году открылась линия Ильинск-Южный — Арсентьевка, соединившая восточную и западную линии Сахалинского региона ДВЖД и станция стала узловой.
С 1994 года является единственной узловой станцией Сахалина, через которую можно проехать с восточной линии на западную.
В декабре 2012 года на перегонах, прилегающих к Арсентьевке, была введена в эксплуатацию микропроцессорная автоблокировка

## Деятельность
По параграфу станция способна осуществлять небольшие грузовые отправления со складов и на открытых площадках, а также продажу пассажирских билетов.
На станции останавливаются все пассажирские поезда дальнего следования, курсирующие по Сахалину.

## Изображения

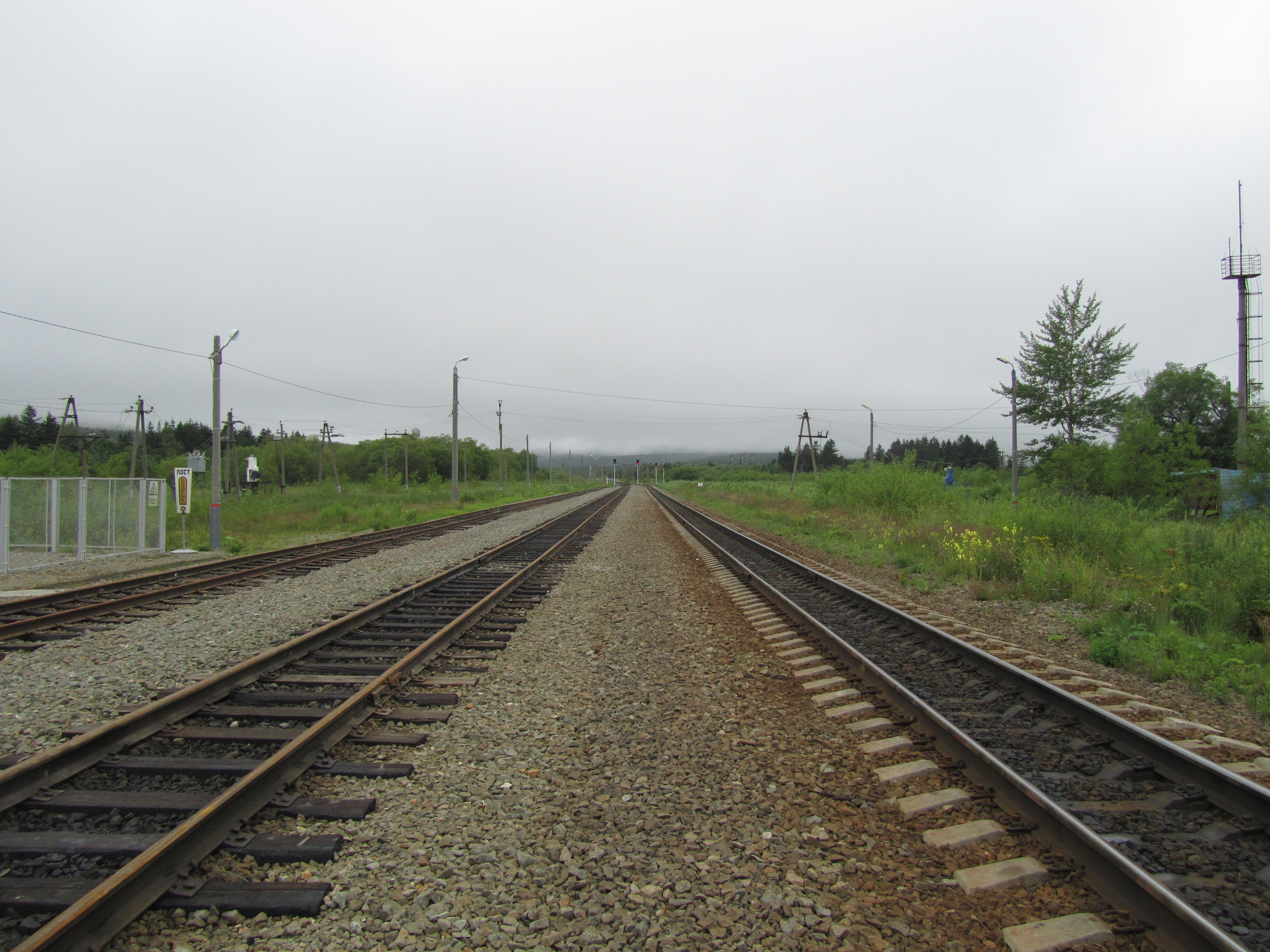
В сторону Южно-Сахалинска
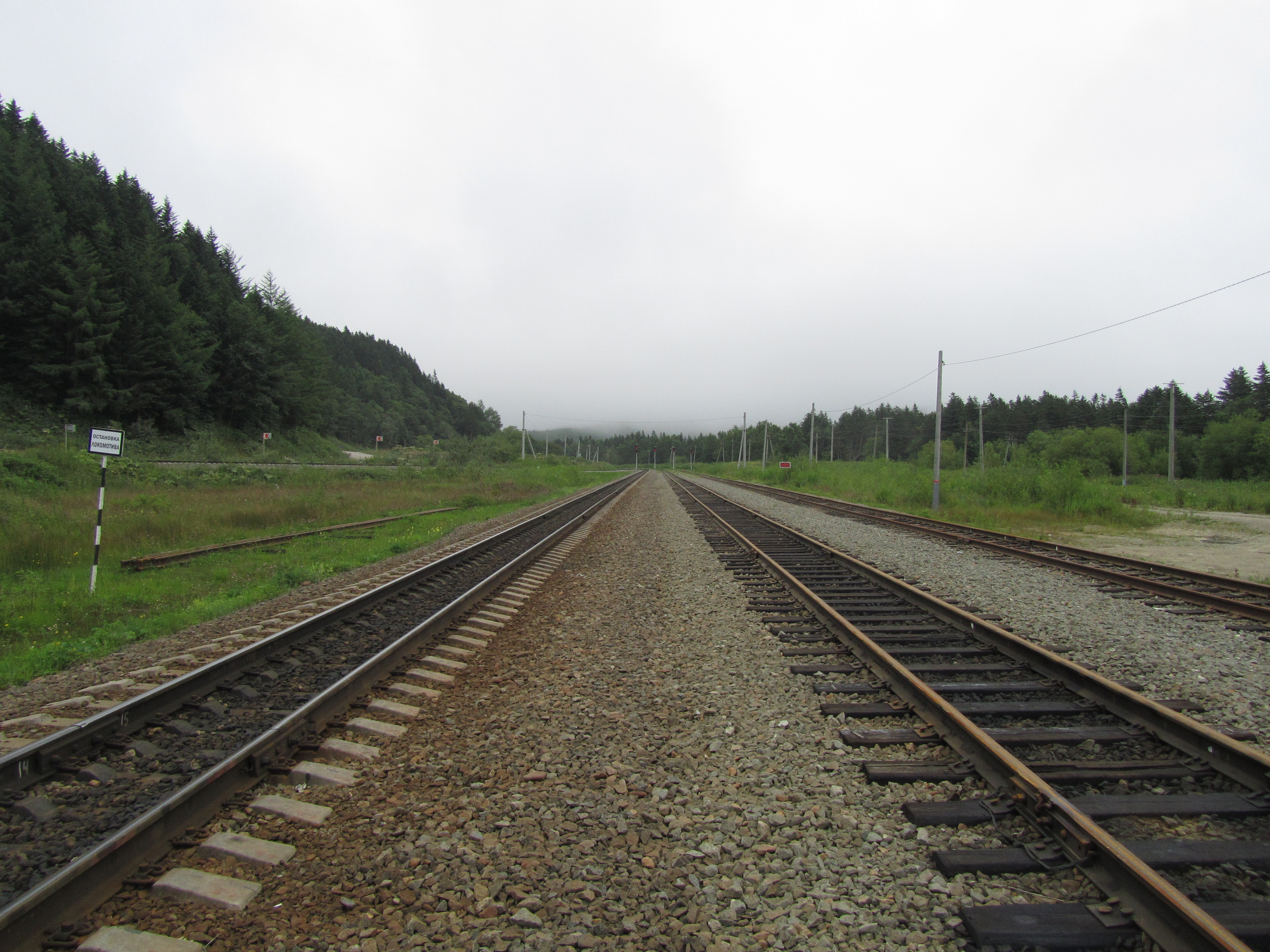
В сторону Ногликов